# Дорси, Тайлер
Та́йлер Куи́нси До́рси (греч. Τάιλερ Κουίνσι Ντόρσεϊ, англ. Tyler Quincy Dorsey; род. 18 февраля 1996, Пасадена, Калифорния, США) — греческий и американский баскетболист, играющий на позиции атакующего защитника за «Олимпиакос».

## Карьера

### Атланта Хокс (2017–2019)
Дорси был выбран «Атланта Хокс» во втором раунде драфта НБА 2017 года под общим 41-м номером. Затем он подписал двухлетний контракт с «Хокс». 12 ноября 2017 года «Атланта» обменяла Дорсея, посылая его играть за «Эри Бэй Хокс» из G-лиги НБА.

### Мемфис Гриззлис (2019)
7 февраля 2019 года Дорси был продан в «Мемфис Гриззлис» в обмен на Шелвина Мака. Он подписал контракт с Memphis Hustle 8 февраля и дебютировал в тот же день. Местный защитник набирал в среднем 6,2 очка, 2,4 очка и 1,2 передачи за игру в НБА. Освободился в июне 2019 года.

### Маккаби Тель-Авив (2019-2021)
В августе 2019 года Тайлер Дорси подписал контракт на 1+1 год с «Маккаби Тель-Авив». В июле 2020 года он выиграл свой первый титул в карьере - чемпионат Израиля. 23 октября 2020 г. в победе его команды над «Химками» он набрал 26 очков при 8/13 трехочковых, 2/2 бросков с игры, а также 1 подбор, 2 передачи, 2 перехвата, 2 передачи и 21 рейтинг. 26 набранных им очков также стали его рекордом в Евролиге, а 8 трехочковых - рекордом для игрока «Маккаби» в Евролиге. 21 января 2021 года в матче против «Реала» он привел свою команду к победе, побив два карьерных рекорда одновременно. Он остановился на 30 очках, имея 7/9 двухочковых, 4/5 трехочковых, 4/4 бросков, 4 подбора, 3 передачи и 36 в рейтинге. Таким образом, у Дорсея были лучшие показатели в карьере по очкам (30) и рейтингу (36). В сезоне Евролиги 2020/21 в 34 играх он набирал в среднем 11,2 очка (78,8% бросков, 48% двухочковых, 39,4% трехочковых), 2,7 подбора и 1,6 передачи. В чемпионате Израиля в 13 играх он набирал в среднем 11,7 очка (80,8% бросков, 40% двухочковых, 43,9% трехочковых), 3,3 подбора и 2,2 передачи. 19 мая он попросил покинуть клуб, закончив свою карьеру в «Маккаби Тель-Авив».

### Олимпиакос (2021-2022)
23 августа 2021 года он договорился с Олимпиакосом о партнёрстве сроком на один год. В сезоне 2021-22 в целом он набирал в среднем 12,8 очка (51,75% двухочковых, 37,4% трехочковых, 78,1% бросков), 2,3 подбора, 2 передачи, 1,8 передачи, 10,3 PIR в 38 Евролигских игр. В чемпионате Греции на его счету 10,8 очка (47,75% 2-очковых, 40,82% 3-очковых, 83,33% бросков), 2,25 подбора, 1,78 передачи, 1,44 передачи, 9,28 PIR в 32 матчах. 7 июля 2022 года он объявил «Олимпиакосу», что продолжит карьеру в НБА.

### Даллас Маверикс (2022-настоящее время)
24 июля 2022 года «Даллас Маверикс» объявили о подписании двустороннего контракта с Дорсеем.

## Спортивная карьера

### Школьный чемпионат
Дорси отличился как бомбардир на втором курсе чемпионата США среди средних школ, набирая 17 очков за игру, а позже ему удалось выиграть со своей школой (Сент-Джон Боско) чемпионат штата Калифорния, набрав в среднем 21,4 очка, 6 подборов. и 4,7 передачи за игру. В старшем классе средней школы он ещё больше увеличил свои показатели, набирая в среднем 34 очка за игру, 10,4 подбора, 3,7 передачи и 1,9 перехвата за игру, и выиграл свой второй чемпионат штата.

### Чемпионат колледжа
Будучи игроком команды «Орегон Дакс» (Oregon Ducks), он продолжил свои очень хорошие выступления в чемпионате колледжей США, и сумел выиграть чемпионат с «Орегон Дакс» против команды Университета Юты, набрав в этой игре 31 очко.

### Драфт НБА
Первоначально Дорси намеревался участвовать в драфте НБА 2016 года, но отказался от участия. В апреле 2017 года он объявил, что покидает колледж на втором курсе и намерен принять участие в предстоящем драфте НБА 2017 года, где он был выбран во 2-м раунде под номером 41 командой «Атланта Хокс». В то же время сообщалось, что он рассматривает свои варианты для команд чемпионата Греции по баскетболу.

## Карьера в сборной Греции
У него двойное гражданство, так как его отец американец, а мать наполовину гречанка по фамилии Константиниду. В 2014 году его не приняли в молодёжную сборную США, но в 2015 году он получил приглашение от молодёжной сборной Греции, которое принял. Он успешно завершил процесс отбора и в составе молодёжной сборной страны принял участие в чемпионате мира в том же году, набирая 15,9 очка и 5 подборов за игру, а Греция заняла 4-е место с 5 победами и 2 поражениями.
6 июня 2016 года Дорси участвовал в подготовке мужской сборной Греции к отборочным играм Олимпийских игр в Турине, но не попал в число 12 финалистов. В 2019 году во время предварительного отбора исключил себя из сборной на чемпионат мира. В 2021 году он принял решение не принимать участие в предолимпийском турнире в Виктории.

## Титулы

### Коллективные

#### Маккаби Тель-Авив
- Чемпионат Израиля: (2020)

Олимпиакос
- Чемпионат Греции: (2022)
- Кубок Греции: (2022)